# Royden Rabinowitch
Royden Rabinowitch (* 6. März 1943 in Toronto, Ontario) ist ein kanadisch-belgischer Bildhauer und Zeichner.

## Leben und Werk
Royden Rabinowitch ist 1943 in Toronto, Kanada geboren. Haim D. Rabinowitch ist sein Onkel und der Bildhauer David Rabinowitch sein Zwillingsbruder.
Die Schulzeit verbrachte er an der Richmond Hill High School, Ontario. In den 60er Jahren, am Anfang seiner Karriere in London gehörte er zu einer Künstlergruppe um Tony Urquhart herum. Nach seinem Umzug nach Waterloo lehrte er an der University of Waterloo freie Kunst und später am Ontario College of Fine Art. In den 70er Jahren übersiedelte er in die USA und lehrte an der Yale University in New Haven. Weitere Lehraufträge an der University of Cambridge im Vereinigten Königreich, an der University of St Andrews in Schottland und der Universität Leiden in den Niederlanden folgten.
R. Rabinowitch lebt in Gent, Belgien und Dublin, Irland.
Das Werk von R. Rabinowitch umfasst Boden- und Wandskulpturen aus Metall sowie großformatige Zeichnungen, die künstlerisch dem Minimalismus sehr nahestehen. In seinen Frühwerken bezieht er sich ausdrücklich auf Alberto Giacometti, David Smith und Constantin Brâncuși.

„(…) Neben der Kunst befasst sich Rabinowitch aber auch mit Studien der Musik und der Naturwissenschaft. Diese bringen ihn zu der Überzeugung, dass sich die Gestalt der Realität, welche durch die Rationalität der Wissenschaft klar definiert wird, nicht mit dem sinnlich-körperlichen Erfahrungsraum vereinbaren lässt. Der Widerspruch zwischen Wissen und Erfahrung wird für ihn zum Thema einer intensiven, bis heute andauernden Auseinandersetzung und ist damit von entscheidendem Einfluss bei der Entwicklung seiner konsequenten Bildsprache. (…)“

## Ausstellungen (Auswahl)

### Einzelausstellungen
- 2013 Royden Rabinowitch und Erwin Heerich Museum Abteiberg, Mönchengladbach[6]
- 2009 Royden Rabinowitch MARTa Herford, Herford[7]
- 2001 Royden Rabinowitch-Handed operator bundles through two or three axes … SMAK Stedelijk Museum voor Actuele Kunst, Gent
- 1992 Gemeentemuseum Den Haag, Den Haag, Niederlande
- 1990 Royden Rabinowitch: Skulpturen Kunstmuseum Bern, Bern

### Gruppenausstellungen
- 2012 SMAK: Track, Kulturstadt Gent
- 2010 In-between Minimalisms & Free Sol Lewitt – Van Abbemuseum, Eindhoven
- 2005 Alfred Jensen Royden Rabinowitch – Nombres 2 – Mamco – musée d’art moderne et contemporain, Genf
- 1992 documenta 9, Kassel
- 1989 Einleuchten Deichtorhallen, Hamburg, Deutschland
- 1986 SkulpturSein Kunsthalle Düsseldorf, Düsseldorf
- 1985 Spuren, Skulpturen und Monumente ihrer präzisen Reise Kunsthaus Zürich, Zürich
- 1977 Onze sculpteurs canadiens – Musée d'art contemporain de Montréal, Montreal, QC

## Auszeichnungen (Auswahl)
- 2012 Governor General’s Awards in Visual and Media Arts[8]
- 2003 Officer of the Order of Canada
- 2002 Maxwell Cummings Distinguished Lecture, Faculty of Arts, McGill University
- 1986 Clare Hall, Cambridge Mitglied auf Lebenszeit
- 1986 Victor Martyn Lynch-Staunton Award für Künstler